# Niederösterreichischen-Cup 1917-1918
La Niederösterreichischen-Cup 1917-1918 è stata la 2ª edizione della coppa di calcio della Bassa Austria. Era aperta a tutti i club di 1. Klasse, e organizzata dalla NÖFV, ma la partecipazione non era obbligatoria. Rapid e Wiener AF non si iscrissero.
Il Wiener AC venne squalificato per essersi presentato in ritardo alla partita contro l'Amateure. La finale, tra gli stessi violette e il Floridsorfer AC, venne in un primo tempo programmata per il 29 giugno, poi spostata di comune accordo tra le finaliste al 7 luglio, ma senza il consenso della Federazione, che a quel punto annullò l'intera manifestazione.

## Risultati

### Turno preliminare
| Squadra 1          | Risultato   | Squadra 2                 |
| ------------------ | ----------- | ------------------------- |
| Akademia           | 2 - 5 (dts) | FC Sturm 07 Wien          |
| First Vienna       | 8 - 0       | Eintracht Wien            |
| Neulerchenfeld     | 6 - 0       | Jedlersdorfer SC          |
| Wacker X           | forfait     | Ottakringer SC            |
| Nussdorfer AC      | 9 - 2       | Nordstern                 |
| Hakoah Vienna      | forfait     | Rot Stern                 |
| Sportvereinigung   | 1 - 7       | Donaustadt                |
| Germania Schwechat | -           | Qualificata per sorteggio |

### Ottavi di finale
| Squadra 1      | Risultato   | Squadra 2          |
| -------------- | ----------- | ------------------ |
| Simmering      | 1 - 6       | Floridsdorfer      |
| Wiener Amateur | 4 - 3 (dts) | Hertha Vienna      |
| Neulerchenfeld | 1 - 7       | Rudolfshügel       |
| Wiener AC      | 8 - 1       | Ottakringer SC     |
| Wacker         | 4 - 3 (dts) | Germania Schwechat |
| Wiener SC      | 2 - 0       | Nussdorfer AC      |
| Hakoah Vienna  | 2 - 3       | First Vienna       |
| Donaustadt     | 2 - 0       | FC Sturm 07 Wien   |

### Quarti di finale
| Squadra 1    | Risultato | Squadra 2      |
| ------------ | --------- | -------------- |
| Rudolfshügel | 2 - 3     | Floridsdorfer  |
| Wiener AC    | 2 - 1     | Wiener Amateur |
| Donaustadt   | 3 - 0     | Wiener SC      |
| Wacker       | 3 - 2     | First Vienna   |

### Semifinali
| Squadra 1      | Risultato | Squadra 2  |
| -------------- | --------- | ---------- |
| Floridsdorfer  | 2 - 1     | Donaustadt |
| Wiener Amateur | 3 - 2     | Wacker     |

### Finale
| Squadra 1     | Risultato | Squadra 2      |
| ------------- | --------- | -------------- |
| Floridsdorfer | 4 - 3     | Wiener Amateur |